# Todos Somos Honduras
El Partido Todos Somos Honduras T.S.H es un partido político hondureño de centro, Fue fundado en 2018 por Enrique Medina Yllescas, diputado del Congreso Nacional de Honduras, Por el departamento de Cortés y miembro del Partido Alianza Patriótica Hondureña hasta el 8 de enero de 2019.

## Creación
El día 24 de septiembre de 2019, a través de un escrito, presentado por el señor Enrique Medina Yllescas. Se solicitó la inscripción ante el Tribunal Supremo Electoral de Honduras.
El día lunes 7 de septiembre de 2020 el  Tribunal Supremo Electoral de Honduras (TSE) oficializó la inscripción del partido. 

## Elecciones Generales 2021
Marlon Escoto era candidato presidencial del partido T.S.H. de Honduras en las elecciones generales de 2021. Escoto, quien fue delegado presidencial de Cambio Climático en Honduras, y ostentó el cargo de Ministro de Educación Pública y rector de la Universidad Nacional de Agricultura (UNA).
Obtuvo 5,382 votos e Nivel presidencial equivalente al 0.16% de los votos emitidos, Ganando la corporación Municipal de Brus Laguna

## Resultados electorales
| Elección | Candidato        | Votos                                     | %                                         | Diputados                                 | Alcaldes                                  | Posición                                  | Conserva el registro |
| -------- | ---------------- | ----------------------------------------- | ----------------------------------------- | ----------------------------------------- | ----------------------------------------- | ----------------------------------------- | -------------------- |
| 2021     | Marlon Escoto    | 5,382                                     | 0.16 %                                    | 0/128                                     | 1/298                                     | 10.ª                                      | Sí                   |
| 2025     | Bernardo Galindo | No cumplió los requisitos de inscripción. | No cumplió los requisitos de inscripción. | No cumplió los requisitos de inscripción. | No cumplió los requisitos de inscripción. | No cumplió los requisitos de inscripción. | No                   |